# Lepidisis inermis
Lepidisis inermis är en korallart som beskrevs av Studer 1894. Lepidisis inermis ingår i släktet Lepidisis och familjen Isididae. Inga underarter finns listade i Catalogue of Life.